# Barthélemy Verboeckhoven
Barthélemy Verboeckhoven, aussi appelé Fickaert, né le 28 février 1759 à Bruxelles où il meurt le 22 septembre 1840, est un sculpteur éclectique belge.

## Biographie

### Famille
Barthélémy Verboeckhoven est né le 28 février 1759 à Bruxelles, et fut baptisé le lendemain 1er mars à l'église du Finistère. Il est le fils naturel de Philippe Verboeckhoven, général du génie au service des Pays-Bas autrichiens, et d'Isabelle Welders. Son père meurt alors qu'il est jeune et sa mère se marie à l’église Saint-Géry à Bruxelles en 1769 avec l'avocat au Conseil souverain de Brabant François Albert Ficquaert ou Fickaert. Ils habiteront à la rue Sainte-Anne, dans le quartier du Grand Sablon, dans la maison du maître charron Laurent Delvaux. François Ficquaert meurt à Bruxelles l'année suivante et il est inhumé à la Cathédrale Sainte-Gudule. Son épouse, Isabelle Welders, lui survivra près de vingt ans, et fut inhumée à l’église Notre-Dame de la Chapelle en 1789. 
Barthélemy Verboeckhoven épouse dans un lieu inconnu, mais assez probablement à Warneton, Jeanne Thérèse Six de Warneton en 1792. Ils ont six enfants,, qui sont Julie Sophie, Eugène Joseph, Charles-Louis, Françoise, Narcisse et Napoléon. Son épouse meurt à Saint-Josse-ten-Noode, à la rue des Champs, en 1833.
Barthélemy Verboeckhoven utilise parfois le nom de famille Fiquaert (variantes : Fickaert et Fikaert).

### Carrière
L'histoire de la vie de Barhélemy Verboeckhoven provient principalement d'une notice biographique rédigée par Alfred Lejeal, Recherches historiques sur les manufactures de fayence et de porcelaine de Valenciennes, en 1868. 
Il est apprenti auprès du sculpteur S. Duray à Bruxelles et étudie à l'Académie d'Anvers. Il y gagne plusieurs prix et obtient une bourse de voyage, destinée à un séjour à Rome,.
Il séjourne à Paris, travaillant d'abord dans l'atelier de Jean Siméon ou de Jules-Antoine Rousseau. Puis il poursuit ses études à l'École Royale et les complète auprès d'Augustin Pajou. Il voyage ensuite en Suisse, au Tyrol, en Italie et en Espagne. Sur le chemin du retour vers la Belgique, il a eu des ennuis à Valenciennes en raison de l'absence de passeport et est arrêté pendant une courte période. En attendant les documents nécessaires de la ville de Bruxelles, il décide de s'installer à Valenciennes. Il rejoint la manufacture de porcelaine Lomoninary & Fauquez en tant que modeleur,.
Par la suite, il se rend à Warneton et y rencontre sa future épouse Jeanne Thérèse Six vers 1792. Selon la tradition familiale, c'est le coup de foudre. 
Il fournit leur première formation artistique aux enfants Eugène Joseph et Charles Louis. Pendant la période napoléonienne, Verboeckhoven revient vivre à Valenciennes (vers 1804-1807), où naissent deux autres enfants (décembre 1804 et janvier 1807), puis il s'installe à Mons, où naît son dernier fils Napoléon en 1810.
À partir de 1815, il séjourne à Gand dans le Château des Espagnols. La famille connaît une extrême pauvreté. Là, il se lie d'amitié avec un sculpteur local, Albert Joseph Voituron (1787-1847), qui s'occupe de son fils Eugène Joseph. Voituron s'occupe de l'instruction d'Eugène et devient son premier mécène.
En 1827, la famille Verboeckhoven s'installe à Bruxelles. Ses fils Eugène Joseph et Charles Louis commencent à se faire un nom comme peintres, l'un comme peintre animalier, l'autre comme peintre de marines.
Il participe lui-même aux Salons 1828, 1829 et 1832 de Valenciennes sous le nom de Fickaert, et présente quatre terres cuites : Chien et Lapin, Chien et Perdrix, Vénus et les Amours et Énée portant son père Anchise et conduisant son fils Ascanio. Il expose également au Salon de 1830 à Bruxelles avec la sculpture Milon de Croton.
Vers 1832, il revient à Valenciennes où il travaille dans une usine de jouets. Il rentre ensuite définitivement à Bruxelles et y meurt le 22 septembre 1840.